# Massimiliano Salini
Massimiliano Salini (ur. 11 marca 1973 w Soresinie) – włoski polityk, działacz samorządowy, poseł do Parlamentu Europejskiego poseł do Parlamentu Europejskiego, VIII, IX i X kadencji.

## Życiorys
Absolwent prawa na Uniwersytecie w Mediolanie, działał w organizacjach studenckich. W latach 1998–2000 pracował w gabinecie prezydenta Lombardii, gdy funkcję tę pełnił Roberto Formigoni. Następnie do 2009 zatrudniony jako menedżer w przedsiębiorstwie zajmującym się budową i funkcjonowaniem zakładów opieki zdrowotnej. Zasiadał również w organach spółek prawa handlowego. W 2009 z poparciem ugrupowań centroprawicowych wygrał wybory na urząd prezydenta prowincji Cremona.
W wyborach w 2014 kandydował do Europarlamentu z ramienia Nowej Centroprawicy. Mandat europosła objął, gdy jeszcze przed rozpoczęciem kadencji zrezygnował z niego Maurizio Lupi. Dołączył do frakcji Europejskiej Partii Ludowej. W 2015 przeszedł do partii Forza Italia. W 2019 został wybrany na eurodeputowanego na kolejną kadencję. W 2024 utrzymał mandat posła do Europarlamentu, gdy Antonio Tajani zrezygnował z jego objęcia.